# 简·奥斯汀的接受史
大众接受简·奥斯汀文学的历史沿袭了从小有名气到大受欢迎的模式。简·奥斯汀（Jane Austen，1775–1817）曾创作了《傲慢与偏见》（1813）和《爱玛》（1815）等作品。现在她已成为英语世界里最受欢迎、读者最多的小说家之一。奥斯汀的小说在学术研究领域里争论激烈，粉丝文化非常多元。
奥斯汀在世时鲜为人知。与她那个时代的许多女作家一样，她以匿名的方式出版小说，尽管她的作者身份广为人知。在出版时，奥斯汀的作品被认为是时尚的，尽管评论是正面的，但数量寥寥无几。到19世纪中叶，她的小说受到文学精英们的推崇，欣赏她的作品被视为富有修养，但早在1838年，她的作品就被推荐到大众教育运动中，并被列入学校的阅读名单。同一年，她的第一版插图版作品出现在理查德·本特利（ Richard Bentley）的“标准小说丛书”中（Standard Novels series），这使得她的作品呈现在维多利亚时代成千上万的读者面前。 
1870年她侄子所著的《简·奥斯汀回忆录》的出版向大众介绍了更富吸引力的人物形象-亲爱的简姑姑，之后她的作品也再版成流行版本。到20世纪初，粉丝群体如雨后春笋般冒出来，有些人崇拜她，有些人是为了维护她免受 "蜂拥而至的群众"的影响，但所有人都声称自己是真正的简奥斯汀的崇拜者，或者说是那些真正欣赏她的人。同时，“慕名而来的群众”也在以自己的方式来纪念奥斯汀，包括在客厅，学校和社区团体中编排业余戏剧。 
1923年，出版商兼学者查普曼R.W. Chapman精心修订了她的作品集，有人声称这是对英国小说家的首次严肃学术对待。到20世纪中叶，奥斯汀已被学术界广泛承认为伟大的英语小说家。20世纪下半叶，奥斯汀的相关学术研究如雨后春笋般涌现，探讨了她作品的诸多方面：艺术的、思想的、历史的方面。随着20世纪下半叶大学英文系的专业化程度不断提高，对奥斯汀的批评也变得更加理论化和专业化，文学研究也随之而来。因此，对奥斯汀的研究似乎分为了高级文化和大众文化两个分支。20世纪中后期，粉丝们成立了简-奥斯汀社团和俱乐部，以庆祝这位作家、她的时代和她的作品。截至21世纪初，奥斯汀迷们支持印刷后遗症和前传以及电视和电影改编行业，该行业始于1940年的电影《傲慢与偏见》，并发展到包括2004年宝莱坞风格电影《新娘与偏见》作品等。
2019年11月5日， BBC新闻将《傲慢与偏见》列为其100部最具影响力小说中的清单。

## 背景

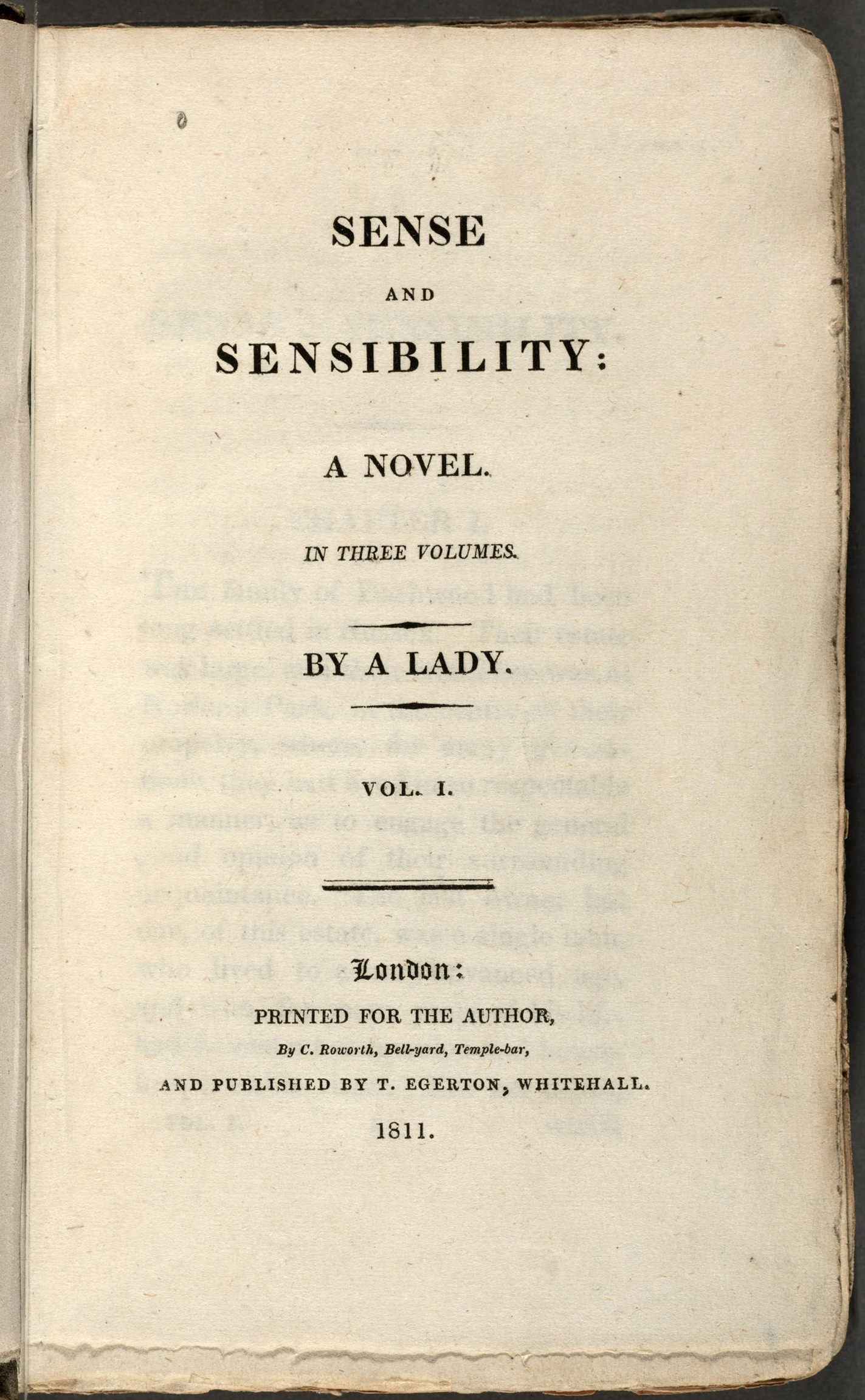
奥斯汀的第一本小说《By a Lady》。

奥斯汀的一生成长在英国一个庞大且紧密的乡绅家里。 家人们都非常支持她的创作，这对于奥斯汀成长为一名专业的作家来说至关重要。 奥斯汀让家人们读了她所有小说的草稿，家人们皆给予了点评，并鼓励她进行创作， 也是她的父亲向出版社投递了她的第一本出版申请。 奥斯汀的创作探索从青年时代开始一直持续到三十五岁左右。在此期间，她尝试了多种文学形式，包括她尝试然后放弃的书信小说，撰写并修订了三本主要小说，并开始了第四本小说的写作。随着《理性与情感》 （1811），《傲慢与偏见》 （1813），《曼斯菲尔德公园》（1814）和《爱玛》（1815）的发行，她成功成为了一名出版作家。
小说创作在十九世纪初是一份靠不住的职业，对于女性来说。女性走进大众视野之中，会被时人视为不成体统，这危机了她们的声誉。因此，奥斯汀和其他许多女作家一样，都是匿名出版。  尽管如此，她的作者身份在贵族中是一个公开秘密。 在伦敦的一次旅行中，乔治四世通过其图书管理员詹姆斯·斯坦尼尔·克拉克（ James Stanier Clarke）邀请她参观他卡尔顿府邸的图书馆。他的图书管理员提到乔治四世十分推崇她的小说，并且说道：“如果您还有其他小说要出版，可以选择将其献给王子殿下”。 奥斯汀不赞成王子奢侈的生活方式，她想拒绝这个建议，但她的朋友们却说服了她：很快，《爱玛》就献给了王子。奥斯汀拒绝了图书管理员的进一步暗示，来写一部历史爱情小说来纪念王子女儿的婚事。

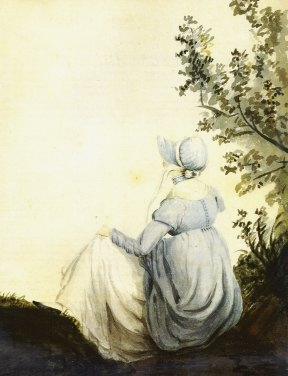
简·奥斯丁姐姐卡桑德拉（ Cassandra）的水彩素描（c。 1804）

在她生命的最后一年，奥斯汀修订了《诺桑觉寺》 （1817年），完成了《劝导》 的写作（1817年），并开始了另一本小说，书名为《桑迪顿》，这本书在她去世时并未完成。奥斯汀没有来得及在报刊上看到《诺桑觉寺》和《劝导》，但她的家人在她去世后将这两部小说作为一册出版，她的哥哥亨利还在书中附上了 "作者生平"。 这篇简短的传记为奥斯汀的神话埋下了种子，她是一个安静的、退隐的阿姨，在业余时间写作。"她早期的动机中既没有对名利的希望...她对名声退避三舍，以至于如果她还活着，任何名声的积累都不会促使她将自己的名字贴在她笔下的任何作品上.......在公开场合，她拒绝任何有关女作家性格的暗示"。然而，这种描述与奥斯汀在信中表现出的关于出版和利润的兴奋形成了直接对比。奥斯汀是一个职业作家。 
奥斯汀的作品以其现实主义、尖锐的社会评论以及对自由间接话语、滑稽和反讽的娴熟运用而闻名。它们批判了18世纪下半叶的感性小说，是向19世纪现实主义过渡的一部分。正如苏珊-古巴尔和桑德拉-吉尔伯特所解释的那样，奥斯汀对"一见钟情、激情高于所有其他情感和/或义务、男主人公的骑士精神、女主人公的脆弱敏感、恋人宣称的对经济考虑的漠不关心以及父母的残忍粗暴等小说主义的陈词滥调"很看不起。奥斯汀的情节虽然较为喜剧性，但突出了贵族妇女依靠婚姻来保证社会地位和经济安全的方式。就像对她影响很大的塞缪尔-约翰逊的著作一样，她的作品从根本上讲是涉及道德问题的。

## 1812–1821年：个人反应和当代评论

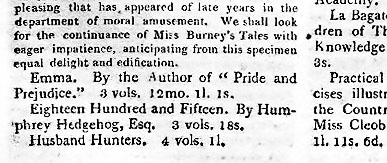
1816年， 《新月刊》的编辑们注意到了艾玛（Emma 's出版物，但认为它的重要性不足以进行评论。

奥斯汀的小说很快就在那些经常支配时尚和品位的贵族的舆论制造中成为话题。贝斯伯勒夫人，臭名昭著的德文郡公爵夫人乔治安娜的妹妹，在给朋友的一封信中对《理智与情感》进行了评价。"这是一部聪明的小说... 虽然它的结局很愚蠢，但我却被它逗乐了。" 摄政王十五岁的女儿夏洛特-奥古斯塔公主把自己比作一本书中的女主角。"我认为玛丽安和我在性格上很像，当然我不是那么好，但是同样冒冒失失的"。
剧作家理查德-谢里丹在读完《傲慢与偏见》后，推荐朋友们赶紧买来阅读，因为这是他读过的 "最有灵气的作品之一"。浪漫主义诗人拜伦的未婚妻安妮-米尔班克写道："我已经读完了《傲慢与偏见》这部小说，我认为这是一部非常优秀的作品"。"她评论说，这部小说 "是我读过的最真实的小说"，这是 "目前最时髦的小说"。 已是遗孀的弗农夫人（ Lady Vernon）告诉一位朋友，《曼斯菲尔德公园》并不仅是一本小说，更多的是对英国家庭聚会历史的记录，非常的生动自然” ——正如一位研究奥斯汀的学者评论说，“弗农夫人的聚会非常的淫乱。” 安妮·罗米利夫人（Anne Romilly）告诉她的朋友——小说家玛丽亚·埃奇沃思（ Maria Edgeworth ），《曼斯菲尔德公园》在这里大受欢迎”，埃奇沃思后来评论说：“我们觉得《曼斯菲尔德公园》很好看。” 
尽管有这些来自精英阶层的积极评论，奥斯汀的小说在她的一生中收到的评论相对较少：《理智与情感》有两篇，《傲慢与偏见》有三篇，《曼斯菲尔德公园》没有，《爱玛》有七篇。大多数的评论都很短，总的来说是有利的，虽然较为肤浅和谨慎。他们所关注的大多是小说中的道德问题。 此外，正如布赖恩-索萨姆——他编辑了奥斯汀接受史的大量篇章——对这些评论员的描述中写道，"他们的工作仅仅是提供简短的通知，扩展与引文，为女性读者的利益编制他们的图书馆列表，并只有兴趣知道读者是否会喜欢一本书的故事，书籍角色和寓意"。这在奥斯汀的时代，对小说的批评处理并不是非典型的。
受出版商约翰·默里（ John Murray）的请求，《爱玛》（Emma ）的评价是由著名的历史小说家沃尔特·斯科特（Walter Scott）撰写的，这篇评论是所有评论中最长，最周到的，发表在了1816年3月的《季刊》上。斯科特以评论为渠道，捍卫当时不受欢迎的小说体裁，称赞了奥斯汀的作品，赞美她接触的能力—— "从自然界模仿，因为她真实地存在于生活的各个阶层，并向读者呈现出来......正确而醒目地表现他周围每天发生的事情"。 现代研究奥斯汀的学者威廉·加珀林（William Galperin）指出：“与奥斯汀的一些业余读者不同，斯科特认识到她与当时规定和定义的现实主义写法有所不同，斯科特可能是第一个将奥斯汀视为现实主义者的杰出人物的人。 ” 斯科特（Scott）在1826年的私人日记中写道，后来成为广为引用的比较：
“又读了一遍，已经至少是第三遍阅读奥斯汀小姐所著的《傲慢与偏见》了，小说写得非常精美。那位年轻的小姐有一种描述普通生活中的牵连和感情及人物的天赋，对我来说，这是我所遇到的最美妙的。大概剧情我自己也能像现在任何一个人一样做出来；但那种从描述的真实性和情感出发，使普通平凡的事物和人物变得有趣的精致触感，我却无法体会到。这样一个有天赋的人，死得这么早，真是太可惜了!“

## 1821-1870年：有教养的少数派

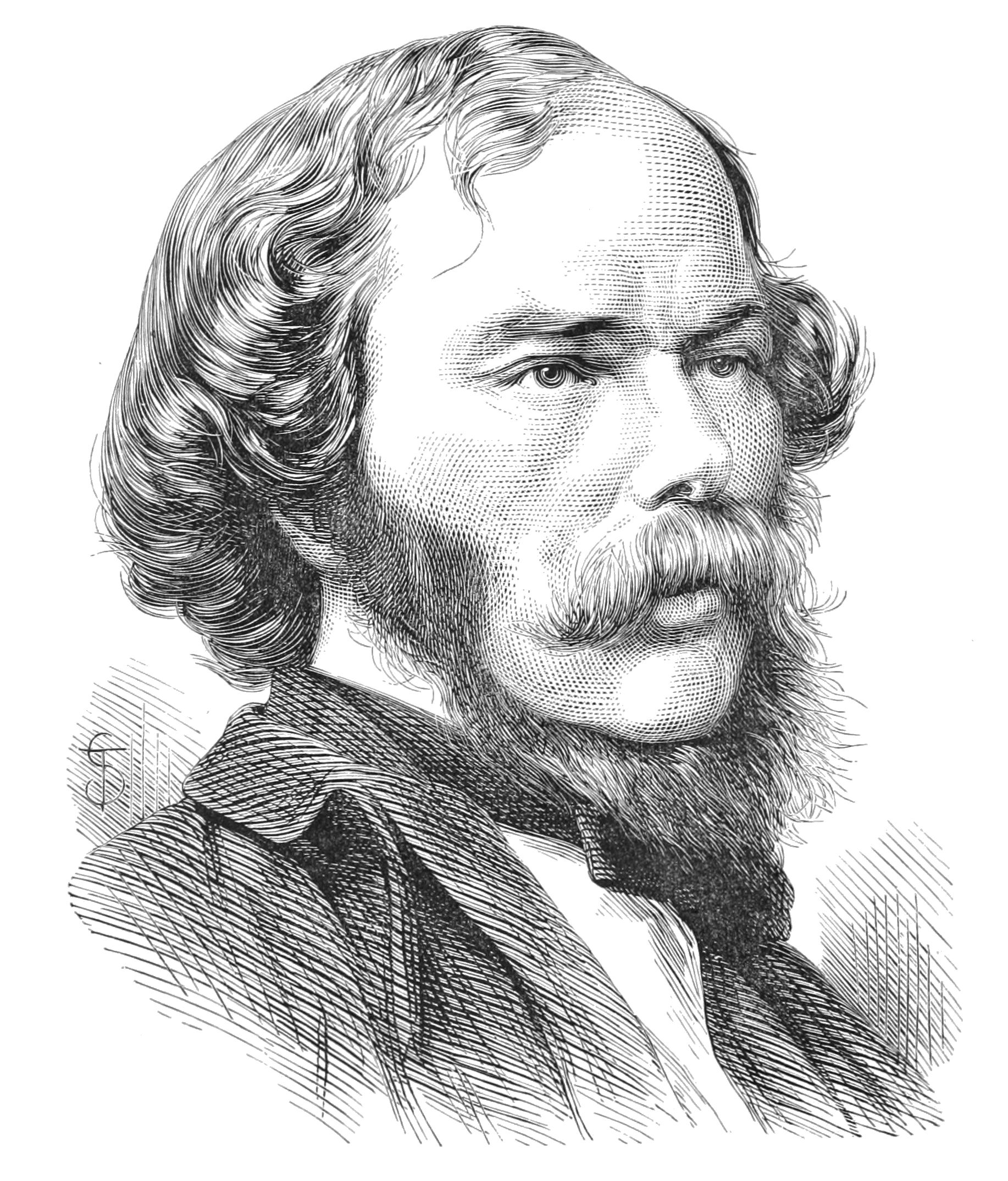
乔治·艾略特（ George Eliot）的合伙人乔治·亨利·刘易斯（ George Henry Lewes）将奥斯丁与莎士比亚做比较。

在19世纪，奥斯汀有许多令人敬佩的读者，据评论家伊恩·瓦特（Ian Watt）说，他们欣赏她的“谨慎...忠于普遍的社会经验”。然而，奥斯汀的小说并不符合英国人对于某些强烈的浪漫主义和维多利亚时代偏好，这要求“强烈的情感[用]写作中展示的惊人声音和颜色来认证”。维多利亚时代的评论家和观众都被查尔斯•狄更斯（Charles Dickens）和乔治•艾略特（George Eliot）等作家的作品所吸引；相比之下，奥斯汀的小说似乎既乡村又安静。虽然奥斯汀的作品从1832年底或1833年初由理查德·本特利在《标准小说》系列中重新出版，并在此后持续印刷，但它们并不是畅销书。索瑟姆（Southam）将她的“1821年至1870年期间的读者”描述为“狄更斯和他同时代人的忠实读者以外的一小部分”。
那些确实读过奥斯汀的人认为自己是有鉴别力的读者——他们是有教养的少数人。这成为19世纪和20世纪初针对奥斯汀评论的共同主题。19世纪40和50年代，哲学家、文学评论家乔治·亨利·刘易斯（George Henry Lewes）在一系列充满激情的文章中阐述了这一主题。在1859年匿名发表在布莱克伍德杂志（Blackwood's Magazine）的《简·奥斯汀的小说》中，刘易斯称赞奥斯汀的小说“经济的艺术...从方法到结果的简单驾驭，没有冗余元素的辅助”，并将她比作莎士比亚。对于有争论说奥斯汀缺乏构建情节的能力，他仍然称赞她的戏剧性描写：“读者的脉搏从来没有跳动，他的好奇心从来都不够强烈；但他的兴趣一刻都不曾减弱。行动开始；人们随即开始说话，感觉和行动；所说，所感，或所做的一切都编织进或脱离开情节；我们几乎在这个小戏剧中同时创造了的演员和观众。”

小说家夏洛特·勃朗特（CharlotteBrontë）反对刘易斯的文章和他与她的个人交流，她钦佩奥斯汀对日常生活的忠诚，但形容她“只有精明和善于观察”，并批评她的作品缺乏明显的激情。对勃朗特来说，奥斯汀的作品显得正式而受限，“（就像）一个有着精心设计围栏的花园，被人仔细的栽培，有着整齐的边界和精致的花朵；但没有明亮生动的面貌，没有开放的田野和新鲜的空气，没有蓝山和美丽的小溪”。

## 19世纪的欧洲译本
奥斯汀的小说在英国出版后不久便在一些欧洲国家出现，从1813年开始，《傲慢与偏见》的法文译本已在《 BibliothèqueBritannique 》杂志上译成法语，紧随其后的是德语、丹麦语和瑞典语译本。它们在欧洲并不普及。奥斯汀在俄罗斯并不广为人知，直到1967年，奥斯汀的小说才首次在俄语中出现。 尽管奥斯丁的小说被翻译成多种欧洲语言，但欧洲人并未将她的作品视为英国小说传统的一部分。译者对小说做的改变强化了这种看法，他们将情感主义注入了奥斯汀的小说中并消除了他们的幽默和讽刺意味。因此，欧洲读者更容易将沃尔特·斯科特（Walter Scott）的风格与英国小说联系起来。 
由于她的译者做出的重大改变，奥斯丁在欧洲大陆被认为是一种和英国读者认知不同的小说家。 例如，在英国大百科全书杂志的《傲慢与偏见》中，伊丽莎白与达西之间的激烈对话被高雅的对话所取代。 伊丽莎白声称她“总是在（他们的）思想转变中看到了很多相似之处”（她和达西的思想），因为他们“不愿讲话，除非[他们]希望说出使整个房间都为之惊叹的东西”，这段话变成了“ Moi，je garde le silence，parce que je ne sais que dire，et vous, paris que vous aiguisez vos traits pour parler avec effet." （“我，我保持沉默，因为我不知道该说什么，而你，因为您只有在说话时才会激发自己的才能。” ）正如Cossy和Saglia在其关于奥斯丁翻译的文章中所解释的那样，“伊丽莎白认为理所当然的思想平等被否认，并且引入了性别区分”。 因为奥斯丁的作品在法国被视为情感传统的一部分，所以它们被法国现实主义者的作品（如斯坦德哈尔，巴尔扎克和弗劳伯特）所掩盖了。 奥斯丁的德语翻译和翻译评论也使奥斯丁被列入感性的作家行列，尤其是晚期的浪漫主义女性作家。 

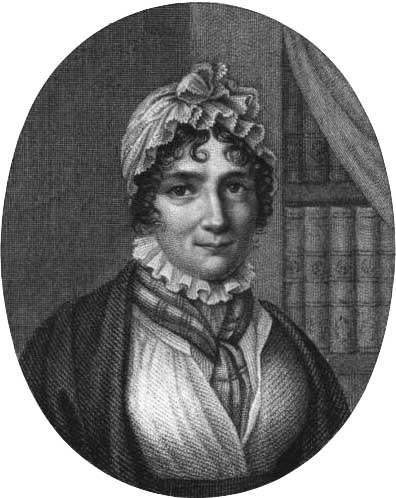
Isabelle de Montolieu将奥斯丁的作品译成法语。

对一些法语翻译其他重要方面的研究，例如自由间接话语，在很大程度上影响了我们对于在法语读者心目中奥斯汀最初“审美”接受的理解。 奥斯丁使用自由间接话语的叙事技巧来代表在《劝导》中安妮•艾略特的意识。确实，对女主人公主观经历的刻画对于小说的叙事至关重要。 这项技巧的频繁使用使《劝导》的叙事话语非常含蓄，给奥斯丁的第一批译者带来了巨大的阐释负担。最近的研究表明，《劝导》的自由间接话语在伊莎贝尔·蒙托利厄（Isabelle de Montolieu）的《La Famille Elliot》中得到了详尽的翻译。 的确，因为译者本人就是小说家，她能够意识到奥斯丁倾向于在《劝导》的叙述中探究女主人公的心理，正如她在《La Famille Elliot》的序言中对此进行的评论一样。她将其描述为“来自内心的几乎不可察觉的细微差别”： des nuances délicates presque imperceptibles qui partent du fond du cœur, et dont miss JANE AUSTEN avait le secret plus qu'aucun autre romancier.  蒙托利厄对奥斯丁有关话语技巧的大量翻译表明，她实际上是奥斯丁的第一批批判读者之一，她对奥斯丁叙事技巧的细微差别的察觉使她的第一批法国读者也可以和她的英语读者以相同的方式欣赏安妮·艾略特的心理戏剧。 

## 1870–1930年：知名度暴增

### 家庭传记

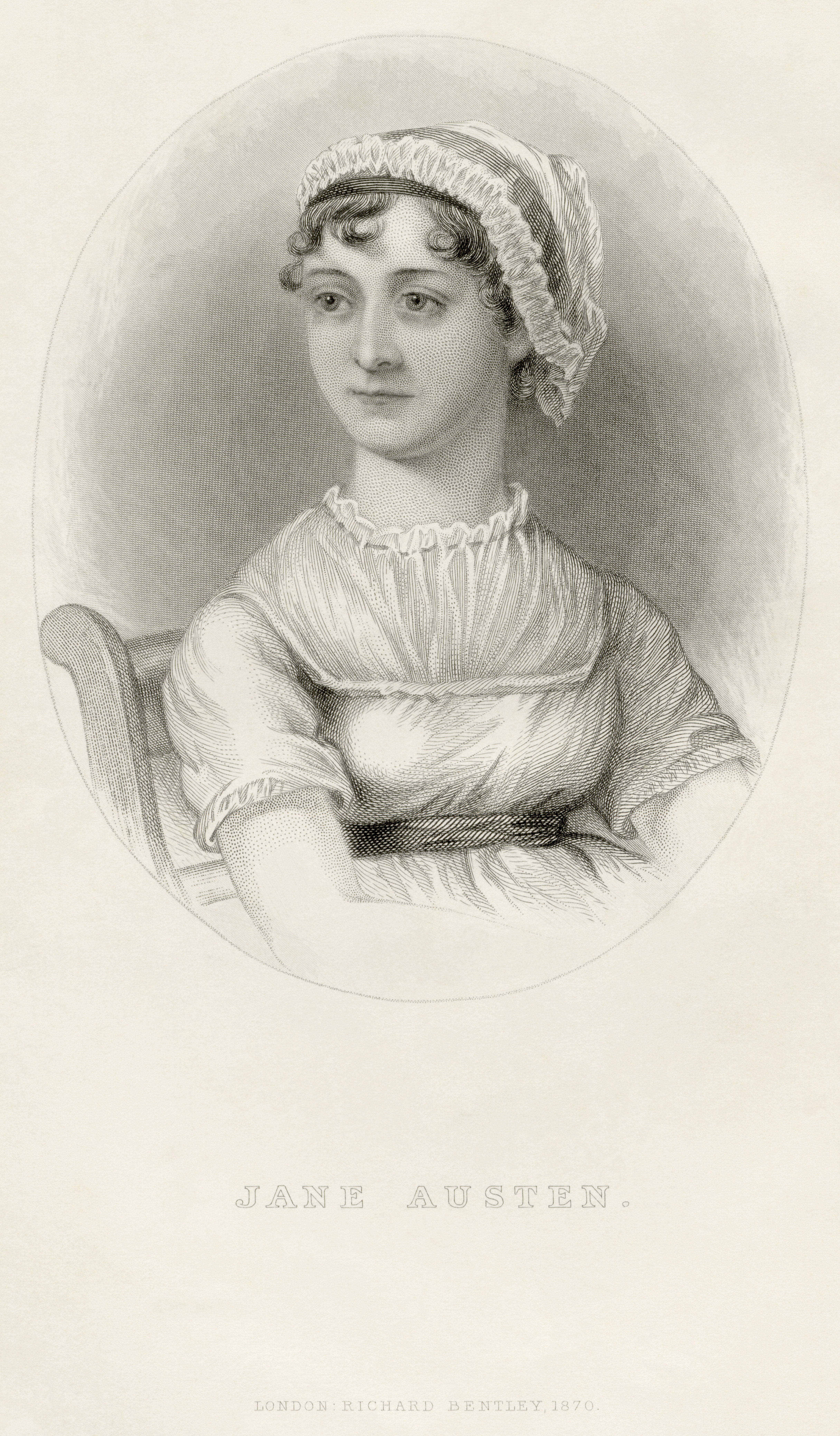
理查德·本特利（Richard Bentley）（1870年）刻制了理想化的奥斯丁肖像作为《回忆录》（Memoir）的前言出版。

几十年来，斯科特和怀特利的观点主导了对奥斯丁作品的看法，很少人阅读她的小说。 1869年，第一本重要的奥斯丁传记《简·奥斯丁回忆录》的出版，使情况发生了变化。此书由简·奥斯丁的侄子詹姆士·爱德华·奥斯丁·雷（James Edward Austen-Leigh）撰写。 发行后，奥斯丁的知名度和地位迅速提高。 《回忆录》让读者看到了业余小说家写杰作的神话：《回忆录》在公众心目中刻画了奥斯丁的感性形象：一个安静、中年未婚的婶婶，并向他们保证，她的作品适合于受人尊敬的维多利亚时代家庭。詹姆斯·爱德华·奥斯丁·利（James Edward Austen-Leigh）根据早期的水彩画设计了一幅简·奥斯丁的肖像画，柔化了她的形象，并使她可以展示给维多利亚时代的公众。 《回忆录》的卷首插图是本特利（Bentley）基于理想化图像雕刻出的作品。
《回忆录》的出版促使奥斯丁的小说大量重新发行。第一版流行本在1883年由劳特利奇出版，那是仅用六便士就能买到的一个系列。其后是精制插图版，精品收藏版和学术版。 然而，那个时代的评论家继续断言她的作品很复杂，只有那些真正能够深入研究作品的人才可以读懂。 但在《回忆录》出版后的两年中，涌现出的对奥斯丁小说的批评比之前五十年都要多。 
1913年，奥斯丁家族的后裔威廉·奥斯丁·利和理查德·亚瑟·奥斯丁·利发表了最完整的一本家庭传记《简·奥斯丁：她的生活与信件–一个家庭记录册》。这个传记主要根据家庭文件和信件编写而成，奥斯丁的传记作家帕克·霍南（Park Honan）说它“准确，稳定，可靠，有时还生动而富于启发性”。 尽管作者摆脱了《回忆录》里的感性语气，但他们除了参考立等可取的家庭记录和传统，并未做出任何进一步的研究。因此，他们的书只提供了基本的事实，几乎没有阐释。 

### 简的忠实粉丝
可能我们不应该从借用奥斯汀小姐自传用的名字，那是她的侄子出于偏爱给她起的，也不应该正式地把她称作“亲爱的简姨妈”。
——理查德·辛普森
大英百科全书对奥斯丁条目做出的变化说明她的受欢迎程度和地位日益提高。第八版（1854年）将她描述为“一个优雅的小说家”，而第九版（1875年）则称赞她为“最杰出的英国现代小说家之一”。 大约在20世纪初，奥斯丁的小说开始在出现在大学的研究中和英国小说史中。 她在人们心中的主导形象仍然是《回忆录》中所塑造的那样，那个形象因为豪威尔斯发表在《哈珀杂志》 （ Harper's Magazine）系列文章中的“亲爱的简姨妈”变得广为人知。 作者兼评论家莱斯利·斯蒂芬（Leslie Stephen）将这种十九世纪八十年代由奥斯丁所引发的狂热描述为一种“奥氏体病” 直到《回忆录》出版后，读者们才看到了奥斯丁与他们自己间的联系。 然而，在1900年左右，声称欣赏奥斯丁的作品被视为一种文化标志的文学精英们对她作品的普及作出了与大众相反的回应。他们称自己为简的忠实粉丝，以把自己和在他们看来并未正确理解奥斯丁的群众区分开来。 
美国小说家亨利·詹姆斯（Henry James）是文学精英中的一份子，他曾多次称赞奥斯丁，并有一次将她与莎士比亚，塞万提斯和亨利·菲尔丁（Henry Fielding）比肩，说他们是“生活中的杰出描绘者”。 但是詹姆斯认为奥斯丁是一位“无意识的”艺术家，他形容她是“出于本能和迷人的”。  1905年，詹姆斯（James）失望于公众对奥斯汀产生的他所谓的“被诱导的痴迷”，这是并不是对奥斯汀“内在优点和兴趣”的着迷。詹姆斯将公众兴趣的增长归因于“商业的僵硬宣传。。特殊的营销手段。。大量的出版商，编辑，插画师，杂志社信口胡说的制作人都发现他们'亲爱的'，我们亲爱的，所有人亲爱的简，可以给他们带来无穷无尽的物质利益，她的作品很容易修改、进而重塑成各种受欢迎的文体，以各种可以扩大销路的形式出版。” 

### 引用
1. ↑  Clark, Robert. "Jane Austen （页面存档备份，存于）". The Literary Encyclopedia (subscription only). 8 January 2001. Retrieved 24 August 2008.
2. ↑  Looser, Devoney. The Making of Jane Austen. 19–22.
3. ↑  Looser, Devoney. The Making of Jane Austen. 83–97.
4. ↑  Lascelles, 2.
5. ↑  Lascelles, 4–5; MacDonagh, 110–28; Honan, Jane Austen, 79, 183–85; Tomalin, 66–68.
6. ↑  Le Faye, Family Record, 100, 114.
7. ↑  Le Faye, Family Record, 104.
8. ↑  Fergus, 13–14.
9. ↑  Le Faye, Family Record, 225.
10. ↑  Qtd. in Le Faye, Family Record, 226; also see Jane Austen to J. S. Clarke （页面存档备份，存于）, 11 December 1815, courtesy of janeausten.co.uk, 17 July 2011.
11. ↑  Le Faye, Family Record, 227.
12. ↑  Faye, Deirdre Le. . Jane Austen in Context. 2005-10-20: 51–58. doi:10.1017/9781316036525.008.
13. ↑  Fergus, 12–13.
14. ↑  Valdes, Mario J. . . Toronto: University of Toronto Press. 1993-12-31: 352–354. ISBN 978-1-4426-7441-7.
15. ↑  Austen, Jane. . . Oxford University Press. 1870-01-01: 330–331. ISBN 978-0-19-957607-4.
16. ↑  Brown, James. . Oxford Music Online. Oxford University Press http://dx.doi.org/10.1093/gmo/9781561592630.article.45324. 2001. 缺少或|title=为空 (帮助)
17. ↑  . . Harrassowitz, O. 2016-08-01: 51–92. ISBN 978-3-447-19521-8.
18. 1 2  Southam, B.C. . . Routledge. 2012-11-12: 1–158. ISBN 978-0-203-19675-5.
19. ↑  Kaplan, Deborah; Honan, Park. . Modern Language Studies. 1989, 19 (2): 90. ISSN 0047-7729. doi:10.2307/3195197.
20. ↑  Honan, Jane Austen, 318–19; emphasis in original.
21. ↑  Honan, Jane Austen, 347.
22. ↑  . Who Was Who (Oxford University Press). 2007-12-01.
23. ↑  Scott, 58; see also Litz, "Criticism, 1939–1983", 110; Waldron, 85–86; Duffy, 94–96.
24. ↑  Galperin, 96.
25. ↑  Watt, 2.
26. ↑  Duffy, 98–99; see also MacDonagh, 146; Watt, 3–4.
27. ↑  Southam, "Introduction", Vol. 1, 2; Southam, "Introduction", Vol. 2, 1.
28. ↑  Johnson, 211.
29. ↑  Southam, "Introduction", Vol. 1, 20.
30. ↑  Duffy, 98–99.
31. ↑  Southam, "Introduction", Vol. 1, 152; see also, Southam, "Introduction", Vol. 2, 20–21.
32. ↑  Lewes, 158.
33. ↑  Brontë, 128.
34. ↑  Brontë, 126.
35. ↑  Cossy and Saglia, 169.
36. ↑  Cossy and Saglia, 170.
37. ↑  Cossy and Saglia, 169–70.
38. ↑  Cossy and Saglia, 171.
39. ↑  Cossy and Saglia, 174.
40. ↑  Cossy and Saglia, 178.
41. ↑  Russell, Isabelle de Montolieu Reads Jane Austen's Fictional Minds, 11
42. ↑  Russell, Isabelle de Montolieu Reads Anne Elliot's Mind, 233
43. ↑  Russell,Isabelle de Montolieu Reads Jane Austen's Fictional Minds, 207–11.
44. ↑  Russell, La Famille Elliot d'Isabelle de Montolieu, 9
45. ↑  Russell, French Translations of Austen, 13–15.
46. ↑  The Memoir was published in December 1869 and dated 1870.
47. ↑  The Memoir was written by Austen-Leigh with the assistance and cooperation of his older sister, Anna, and his younger sister, Caroline, both of whom had known Austen and contributed written reminiscences. Le Faye, "Memoirs and biographies", 52–54; Southam, "Introduction", Vol. 2, 1–2.
48. ↑  Kirkham, 76.
49. ↑  Southam, "Introduction", Vol. 2, 58–62.
50. ↑  Southam, "Criticism, 1870–1940", 102–03; see also Watt, 6; Johnson, 211; Trott, 92–94.
51. ↑  Southam, "Introduction", Vol. 1, 1.
52. ↑  Honan, "Biographies", 19.
53. ↑  Southam, "Criticism, 1870–1940", 106; Le Faye, "Memoirs and biographies", 55; Southam, "Introduction", Vol. 2, 82. For an updated and revised version of this biography, see Deirdre Le Faye, Jane Austen: A Family Record, 2nd ed., (Cambridge: Cambridge University Press), 2003.
54. ↑  Southam, "Introduction", Vol. 2, 33.
55. ↑  Southam, "Introduction", Vol. 2, 69–70.
56. ↑  Southam, "Introduction", Vol. 2, 25–30, 72; Fergus, 13.
57. ↑  Southam, "Introduction", Vol. 2, 47.
58. ↑  Lynch, "Cult of Jane Austen", 112.
59. ↑  Trott, 94; Southam, "Introduction", Vol. 2, 46; Johnson, 213.
60. ↑  Watt, 7.
61. ↑  Southam, "Criticism, 1870–1940", 103.
62. ↑  Watt, 7–8; see also Southam, "Janeites and Anti-Janeites", 240.

### 书目
- Brontë, Charlotte. "Charlotte Brontë on Jane Austen". Jane Austen: The Critical Heritage, 1812–1870. Ed. B. C. Southam. London: Routledge and Kegan Paul, 1968. ISBN 0-7100-2942-X. 126–28.
- Brownstein, Rachel M. "Out of the Drawing Room, Onto the Lawn". Jane Austen in Hollywood. Eds. Linda Troost and Sayre Greenfield. Lexington: University Press of Kentucky, 2001. ISBN 0-8131-9006-1. 13–21.
- Cano, Marina. Jane Austen and Performance. Cham, Switzerland: Palgrave Macmillan, 2017. ISBN 978-3-319-43987-7.
- Cossy, Valérie and Diego Saglia. "Translations". Jane Austen in Context. Ed. Janet Todd. Cambridge: Cambridge University Press, 2005. ISBN 0-521-82644-6. 169–81.
- Duffy, Joseph. "Criticism, 1814–1870". The Jane Austen Companion. Ed. J. David Grey. New York: Macmillan, 1986. ISBN 0-02-545540-0. 93–101.
- Fergus, Jan. "The Professional Woman Writer". The Cambridge Companion to Jane Austen. Eds. Edward Copeland and Juliet McMaster. Cambridge: Cambridge University Press, 1997. ISBN 0-521-49867-8. 12–31.
- Galperin, William. "Austen's Earliest Readers and the Rise of the Janeites". Janeites: Austen's Disciples and Devotees. Ed. Deidre Lynch. Princeton: Princeton University Press, 2000. ISBN 0-691-05005-8. 87–114.
- Geraghty, Christine. Now a Major Motion Picture: Film Adaptations of Literature and Drama. Plymouth: Rowman & Littlefield, 2008. ISBN 0-7425-3821-4
- Gilbert, Sandra and Susan Gubar. The Madwoman in the Attic: The Woman Writer and the Nineteenth-Century Literature Imagination. 1979. New Haven: Yale University Press, 1984. ISBN 0-300-02596-3.
- Gilson, David. "Later Publishing History, with Illustrations". Jane Austen in Context. Ed. Janet Todd. Cambridge: Cambridge University Press, 2005. ISBN 0-521-82644-6. 121–59.
- Grundy, Isobel. "Jane Austen and Literary Traditions". The Cambridge Companion to Jane Austen. Eds. Edward Copeland and Juliet McMaster. Cambridge: Cambridge University Press, 1997. ISBN 0-521-49867-8. 189–210.
- Honan, Park. Jane Austen: A Life. New York: St. Martin's Press, 1987. ISBN 0-312-01451-1.
- Honan, Park. "Biographies". The Jane Austen Companion. Ed. J. David Grey. New York: Macmillan, 1986. ISBN 0-02-545540-0. 18–23.
- Irvine, Robert. Jane Austen. London: Routledge, 2005. ISBN 978-0-415-31435-0.
- Johnson, Claudia L. "Austen cults and cultures". The Cambridge Companion to Jane Austen. Eds. Edward Copeland and Juliet McMaster. Cambridge: Cambridge University Press, 1997. ISBN 0-521-49867-8. 211–26.
- Kelly, Gary. "Religion and politics". The Cambridge Companion to Jane Austen. Eds. Edward Copeland and Juliet McMaster. Cambridge: Cambridge University Press, 1997. ISBN 0-521-49867-8. 149–69.
- Kirkham, Margaret. "Portraits". Jane Austen in Context. Ed. Janet Todd. Cambridge: Cambridge University Press, 2005. ISBN 0-521-82644-6. 68–79.
- Lascelles, Mary. Jane Austen and Her Art. 1939. Oxford: Oxford University Press, 1966.
- Le Faye, Deirdre. Jane Austen: A Family Record. 2nd ed. Cambridge: Cambridge University Press, 2003. ISBN 0-521-53417-8.
- Le Faye, Deirdre. "Memoirs and Biographies". Jane Austen in Context. Ed. Janet Todd. Cambridge: Cambridge University Press, 2005. ISBN 0-521-82644-6. 51–58.
- Lewes, George Henry. "Lewes: The great appraisal". Jane Austen: The Critical Heritage, 1812–1870. Ed. B. C. Southam. London: Routledge and Kegan Paul, 1968. ISBN 0-7100-2942-X. 148–66.
- Litz, A. Walton. "Criticism, 1939–1983". The Jane Austen Companion. Ed. J. David Grey. New York: Macmillan, 1986. ISBN 0-02-545540-0. 110–17.
- Litz, A. Walton. Jane Austen: A Study of Her Development. New York: Oxford University Press, 1965.
- Looser, Devoney. The Making of Jane Austen. Baltimore, MD: Johns Hopkins University Press, 2017. ISBN 1-4214-2282-4.
- Looser, Devoney, ed. Jane Austen and Discourses of Feminism. New York: Palgrave Macmillan, 1995. ISBN 978-0-312-12367-3.
- Lynch, Deidre. "Cult of Jane Austen". Jane Austen in Context. Ed. Janet Todd. Cambridge: Cambridge University Press, 2005. ISBN 0-521-82644-6. 111–20.
- Lynch, Deidre. "Sequels". Jane Austen in Context. Ed. Janet Todd. Cambridge: Cambridge University Press, 2005. ISBN 0-521-82644-6. 160–68.
- MacDonagh, Oliver. Jane Austen: Real and Imagined Worlds. New Haven: Yale University Press, 1991. ISBN 0-300-05084-4.
- Macdonald, Gina and Andrew Macdonald, eds. Jane Austen on Screen. Cambridge: Cambridge University Press, 2003. ISBN 0-521-79325-4.
- Pucci, Suzanne and James Thompson. "Introduction: The Jane Austen Phenomenon: Remaking the Past at the Millennium". Jane Austen and Co. Albany: Stage University of New York Press, 2003. ISBN 0-7914-5616-1. 1–12.
- Rajan, Rajeswari. "Critical Responses, Recent". Jane Austen in Context. Ed. Janet Todd. Cambridge: Cambridge University Press, 2005. ISBN 0-521-82644-6. 101–10.
- Russell, Adam. "French Translations of Jane Austen." Journal of the Australasian Universities Language and Literature Association 117 (2012): 13–33
- Russell, Adam. "Isabelle de Montolieu Reads Jane Austen's Fictional Minds: The First French Translations of Free Indirect Discourse from Jane Austen's Persuasion." Berne: Peter Lang, 2011. ISBN 978-3-0343-0677-5
- Russell, Adam. "La Famille Elliot d'Isabelle de Montolieu, première traduction française de Persuasion de Jane Austen." New Zealand Journal of French Studies 32.1 (2011): 7–28
- Russell, Adam. "Isabelle de Montolieu Reads Anne Elliot's Mind: Free Indirect Discourse in La Famille Elliot." Persuasions: The Jane Austen Journal 32 (2010): 232–47
- Scott, Walter. "Walter Scott, an unsigned review of Emma, Quarterly Review". Jane Austen: The Critical Heritage, 1812–1870. Ed. B. C. Southam. London: Routledge and Kegan Paul, 1968. ISBN 0-7100-2942-X. 58–69.
- Scott, Walter. The Journal of Sir Walter Scott. Edinburgh: David Douglas, 1910 [1890].
- Simpson, Richard. "Richard Simpson on Jane Austen". Jane Austen: The Critical Heritage, 1812–1870. Ed. B. C. Southam. London: Routledge and Kegan Paul, 1968. ISBN 0-7100-2942-X. 241–65.
- Southam, B. C., ed. Jane Austen: The Critical Heritage, 1812–1870. Vol. 1. London: Routledge and Kegan Paul, 1968. ISBN 0-7100-2942-X.
- Southam, B. C., ed. Jane Austen: The Critical Heritage, 1870–1940. Vol. 2. London: Routledge and Kegan Paul, 1987. ISBN 0-7102-0189-3.
- Southam, B. C. "Janeites and Anti-Janeites". The Jane Austen Companion. Ed. J. David Grey. New York: Macmillan, 1986. ISBN 0-02-545540-0. 237–43.
- Southam, B. C. "Criticism, 1870–1940". The Jane Austen Companion. Ed. J. David Grey. New York: Macmillan, 1986. ISBN 0-02-545540-0. 102–09.
- Stovel, Bruce. "Further Reading". The Cambridge Companion to Jane Austen. Eds. Edward Copeland and Juliet McMaster. Cambridge: Cambridge University Press, 1997. ISBN 0-521-49867-8. 227–43.
- Todd, Janet. The Cambridge Introduction to Jane Austen. Cambridge: Cambridge University Press, 2006. ISBN 978-0-521-67469-0.
- Tomalin, Claire. Jane Austen: A Life. New York: Alfred A. Knopf, 1997. ISBN 0-679-44628-1.
- Troost, Linda. "The Nineteenth-Century Novel on Film: Jane Austen". The Cambridge Companion to Literature on Screen. Eds. Deborah Cartmell and Imelda Whelehan. Cambridge: Cambridge University Press, 2007. ISBN 978-0-521-61486-3. 75–89.
- Troost, Linda and Sayre Greenfield. "Introduction". Jane Austen in Hollywood. Lexington: University Press of Kentucky, 2001. ISBN 0-8131-9006-1. 1–12.
- Trott, Nicola. "Critical Responses, 1830–1970". Jane Austen in Context. Ed. Janet Todd. Cambridge: Cambridge University Press, 2005. ISBN 0-521-82644-6. 92–100.
- Twain, Mark. "Mark Twain on Jane Austen". Jane Austen: The Critical Heritage, 1870–1940. Ed. B. C. Southam. London: Routledge and Kegan Paul, 1987. ISBN 0-7102-0189-3. 232–33.
- Waldron, Mary. "Critical Responses, early". Jane Austen in Context. Ed. Janet Todd. Cambridge: Cambridge University Press, 2005. ISBN 0-521-82644-6. 83–91.
- Watt, Ian. "Introduction". Jane Austen: A Collection of Critical Essays. Englewood Cliffs, NJ: Prentice Hall, 1963. 1–14.
- Wiltshire, John. Recreating Jane Austen. Cambridge: Cambridge University Press, 2001. ISBN 0-521-00282-6